# Kanton Aups
Kanton Aups (fr. Canton d'Aups) je francouzský kanton v departementu Var v regionu Provence-Alpes-Côte d'Azur. Tvoří ho šest obcí.

## Obce kantonu
- Aiguines
- Aups
- Baudinard-sur-Verdon
- Bauduen
- Les Salles-sur-Verdon
- Vérignon